# مستشفى الكويت التخصصي
مستشفى الكويت التخصصي ويُسمى أيضًا المستشفى الكويتي في رفح هو مستشفى أهلي فلسطيني في محافظة رفح جنوب قطاع غزة.

## التاريخ
بدأ المستشفى العمل عام 2007، ويقدم فقط الخدمات الصحية النهارية ولا يضم منامات للمرضى أو أجهزة متقدمة مثل التصوير الطبقي والمغناطيسي.

### مجزرة رفح 2014
في 1 أغسطس 2014، وخلال الحرب على قطاع غزة عام 2014 كان من المُفترض أن تبدأ هدنة إنسانية لمدة 72 ساعة بدءًا من الساعة 8 صباحًا كما جرى الاتفاق. لاحقًا تقدم الجيش الإسرائيلي مسافة 2 كيلومتر في الأراضي الفلسطينية ووقعت اشتباكات مع المقاومة الفلسطينية. وقصفت القوات الجوية الإسرائيلية جانب مستشفى أبو يوسف النجار الحكومي؛ مما أدى إلى إخلاء المستشفى إلى مستشفى الكويت التخصصي ومستشفى الهلال الإماراتي للنساء والتوليد الحكومي.

### حرب 2023–2024
نتيجةً للهجوم الإسرائيلي على رفح في مايو 2024، حاصر الجيش الإسرائيلي المستشفى ومنع توريد المحروقات إليه لتشغيل المولدات الكهربائية.
في 27 مايو 2024، قتل الجيش الإسرائيلي اثنان من موظفي المستشفى على بوابته. وأُعلن عن خروج المستشفى عن الخدمة ونقل موظفيه إلى مشفى ميداني أسسه المستشفى باسم "مستشفى شفاء فلسطين الميداني" في منطقة المواصي.